# Liste der Mitglieder der American Academy of Arts and Sciences/1965
Im Jahr 1965 wählte die American Academy of Arts and Sciences 140 Personen zu ihren Mitgliedern.

## Neu gewählte Mitglieder
- Frederick Henry Abernathy (1930–2022)
- W. Ross Adey (1922–2004)
- Solomon Elliot Asch (1907–1996)
- Isaac Asimov (1920–1992)
- William Oliver Baker (1915–2005)
- Augustinus Bea (1881–1968)
- Gaspard d’Andelot Belin (1918–2003)
- Ernst Wilhelm Benz (1907–1978)
- Ignacio Bernal (1910–1992)
- Rupert Everett Billingham (1921–2002)
- Aage Niels Bohr (1922–2009)
- Edward George Bowen (1911–1991)
- Edward William Brooke (1919–2015)
- Ralph Wendell Burhoe (1911–1997)
- Francis Hardon Burr (1914–2004)
- Gwendolen Margaret Carter (1906–1991)
- Richard Palmer Chapman (1905–1988)
- Hollis Burnley Chenery (1918–1994)
- John Desmond Clark (1916–2002)
- Joseph Sill Clark (1901–1990)
- Hans Thacher Clarke (1887–1972)
- Harold Edgar Clurman (1901–1980)
- Robert Taylor Cole (1905–1991)
- Zelman Cowen (1919–2011)
- Richard James Kardinal Cushing (1895–1970)
- John Holmes Dingle (1908–1973)
- William Dock (1898–1990)
- Joseph Leo Doob (1910–2004)
- Carl Theodor Dreyer (1889–1968)
- Renato Dulbecco (1914–2012)
- James David Ebert (1921–2001)
- Herman Nathaniel Eisen (1918–2014)
- John Frank Elliott (1920–1991)
- Ralph Waldo Ellison (1914–1994)
- Vasily Semenovich Emelyanov (1901–1988)
- William John Fellner (1905–1983)
- John Douglass Ferry (1912–2002)
- Thomas Bernard Fitzpatrick (1919–2003)
- Georges Vasilievich Florovsky (1893–1979)
- Elliot Forbes (1917–2006)
- William Alfred Fowler (1911–1995)
- Sydney Joseph Freedberg (1914–1997)
- Frank Burt Freidel (1916–1993)
- George Pearman Fulton (1914–1998)
- Harry Constantine Gatos (1921–2015)
- Gino Germani (1911–1979)
- Leo Gershoy (1897–1975)
- Alberto Evaristo Ginastera (1916–1983)
- Robert Joy Glaser (1918–2012)
- Marvin Leonard Goldberger (1922–2014)
- Maurice Goldhaber (1911–2011)
- Frederick Davis Greene (1927–2025)
- Hirsh Zvi Griliches (1930–1999)
- Alexander Grothendieck (1928–2014)
- George Simms Hammond (1921–2005)
- James Daniel Hardy (1904–1985)
- Geoffrey Wingfield Harris (1913–1971)
- Zellig Sabbettai Harris (1909–1992)
- Leland John Haworth (1904–1979)
- Wallace Dean Hayes (1918–2001)
- Gerhard Herzberg (1904–1999)
- Albert Otto Hirschman (1915–2012)
- Sidney Hook (1902–1989)
- Louis Norberg Howard (1929–2015)
- David Hunter Hubel (1926–2013)
- Hubert Horatio Humphrey (1911–1978)
- Samuel Phillips Huntington (1927–2008)
- Leonid Hurwicz (1917–2008)
- Hugh Esmor Huxley (1924–2013)
- Daniel Henry Holmes Ingalls (1916–1999)
- Thorkild Peter Rudolph Jacobsen (1904–1993)
- Irving Kaplansky (1917–2006)
- Eduard Kellenberger (1920–2004)
- Thomas Burness King (1923–1985)
- Leon Knopoff (1925–2011)
- John Hilton Knowles (1926–1979)
- George Alexander Kubler (1912–1996)
- Akira Kurosawa (1910–1998)
- Jerzy Kuryłowicz (1895–1978)
- Henry Arnold Lardy (1917–2010)
- Richard Charles Lewontin (1929–2021)
- Donald Benjamin Lindsley (1907–2003)
- Franklin Asbury Long (1910–1999)
- Joseph Edward Lumbard (1901–1999)
- Colin Munro MacLeod (1909–1972)
- Juan Marichal (1922–2010)
- Bernd Teo Matthias (1918–1980)
- Maria Gertrude Goeppert Mayer (1906–1972)
- Paul Everett Meehl (1920–2003)
- Robert William Meserve (1909–1995)
- Karl Meyer (1899–1990)
- Martin Meyerson (1922–2007)
- Charles Leslie Miller (1929–2000)
- Charles Bradfield Morrey (1907–1984)
- Giuseppe Moruzzi (1910–1986)
- Vernon Benjamin Mountcastle (1918–2015)
- Walter George Muelder (1907–2004)
- Robert Sanderson Mulliken (1896–1986)
- Ogden Nash (1902–1971)
- Howard Stanley Nemerov (1920–1991)
- William Aaron Nierenberg (1919–2000)
- Louis Nirenberg (1925–2020)
- Marshall Warren Nirenberg (1927–2010)
- William Thomas Pecora (1913–1972)
- James Alfred Perkins (1911–1998)
- Daniel Rogers Pinkham (1923–2006)
- Richard Pipes (1923–2018)
- James Lawrence Pool (1906–2004)
- Arnold Seymour Relman (1923–2014)
- Anne Roe (1904–1991)
- Mark Rothko (1903–1970)
- Charles Nelson Satterfield (1921–2011)
- James Augustine Shannon (1904–1994)
- James Wesley Silver (1907–1988)
- Joseph Harry Silverstein (1932–2015)
- Robert Louis Sinsheimer (1920–2017)
- Fritiof Stig Sjostrand (1912–2011)
- Emil L. Smith (1911–2009)
- Henry Nash Smith (1906–1986)
- John B. Stanbury (1915–2015)
- Wallace Earle Stegner (1909–1993)
- Lucy Stuart Sutherland (1903–1980)
- Polidore F. F. Swings (1906–1983)
- Allen Tate (1899–1979)
- Max Tishler (1906–1989)
- Roger John Traynor (1900–1983)
- Adam Bruno Ulam (1922–2000)
- John Hoyer Updike (1932–2009)
- James Vorenberg (1928–2000)
- Cheves T. Walling (1916–2007)
- William Lloyd Warner (1898–1970)
- Robert Clifton Weaver (1907–1997)
- Herbert George Weiss (* 1918)
- Charles Allen Whitney (1929–2017)
- John Daniel Wild (1902–1972)
- William Kurtz Wimsatt (1907–1975)
- John Minor Wisdom (1905–1999)
- Robert Coldwell Wood (1923–2005)
- George Ernest Wright (1909–1974)
- Gordon Justin Wright (1912–2000)